# Gliechow
Gliechow, niedersorbisch Glichow, war ein Dorf in Brandenburg, das zwischen 1978 und 1979 dem Braunkohletagebau Schlabendorf-Süd weichen musste. Gliechow war zuletzt ein Ortsteil der ehemaligen Gemeinde Groß Jehser, eines heutigen Ortsteils der Stadt Calau im Landkreis Oberspreewald-Lausitz.

## Lage
Gliechow lag in der Niederlausitz. Umliegende Ortschaften waren Zinnitz im Norden, Groß Jehser im Osten, Mallenchen im Südosten, Tugam im Süden, Fürstlich Drehna im Südwesten sowie die ebenfalls abgebaggerten Ortschaften Stiebsdorf im Westen und Pademack im Nordwesten. Von Gliechow aus führte eine Straße nach Crinitz und nach Calau.

## Geschichte
Der Ort Gliechow wurde erstmals im 14. Jahrhundert mit dem Namen Glechow urkundlich erwähnt. Der Ortsname stammt aus dem Sorbischen und ist auf den Personennamen Glech bzw. Glich zurückzuführen, was auf einen ehemaligen Dorfbesitzer hinweist. Dieser Name ist wiederum eine Kurzform des Namens Glědosław, was Ruhmesglanz bedeutet.
Laut der Topographisch-statistischen Übersicht des Regierungsbezirks Frankfurt a. d. O. aus dem Jahr 1844 hatte Gliecho in diesem Jahr 96 Einwohner in 16 Wohngebäuden. Zum Ort gehörten eine Wassermühle und eine Schäferei, eingepfarrt war Gliechow nach Groß Jehser. 1867 hatte der Ort 128 Einwohner.
Beim Wiener Kongress im Jahr 1815 wurden nach der Niederlage des Königreiches Sachsen Gebietsabtretungen an das Königreich Preußen beschlossen, die auch die Gemeinde Gliechow betrafen. Seitdem gehörte die Gemeinde zum neu gegründeten Landkreis Luckau im Regierungsbezirk Frankfurt in der preußischen Provinz Brandenburg.
Im Ort befand sich lange ein größerer landwirtschaftlicher Betrieb, ein Rittergut, bereits im Ausgang des 18. Jahrhunderts in der Hand der briefadeligen, also später nobilitierten, Familie von Patow, welche den Freiherrenstand innehatte. Gliechow und weitere Besitzungen waren zunächst Nebengut vom Hauptwohnsitz Schloss Mallenchen, hier des Erasmus Gottfried Bernhard Freiherr von Patow (1767–1842). Er war mit Johanna Friedrike von Thermo-Zieckau (1765–1847) verheiratet und teilte die Güter auf die Nachfahren auf. Bekanntester Vertreter war dann u. a. der Landrat des Landkreises Calau, Freiherr Kurt von Patow-Gliechow (1836–1902), verheiratet mit Marie von Bodelschwingh (1842–1923), Tochter des zeitweiligen preußischen Finanzministers Carl von Bodelschwingh. Kurt von Patow war zuletzt Geheimer Regierungsrat und Reserveoffizier. Freifrau Marie von Patow wohnte als Witwe weiter in Gliechow und zog dann in die Residenzstadt Neustrelitz, wo die älteste Tochter Frida mit ihrem Mann Fritz von Engel, seines Zeichens mecklb. Kammerherr und Drost und Sohn des Adolf von Engel, lebte. Die Söhne Karl und Friedrich lebten in der Altmark und in Berlin. Vgl. Hans Friedrich von Ehrenkrook, Friedrich Wilhelm Euler, Jürgen von Flotow, Walter von Hueck: Genealogisches Handbuch der Freiherrlichen Häuser. B (Briefadel nach 1400 nobilitiert), Band II, Band 16 der Gesamtreihe GHdA, Hrsg. Deutsches Adelsarchiv e. V., C. A. Starke, Glücksburg/Ostsee 1957, S. 349–351. ISSN 0435-2408
1914 war dann der Landesälteste der Niederlausitz, Charles Reddelin, Gutsherr in Gliechow, Verwalter Erik Reddelin. Die Größe des Rittergutes betrug 358 ha. 1929 stehen 362 ha zu Buche, im Besitz von Fritz Reddelin.
Am 1. Juli 1950 wurde das benachbarte Mallenchen nach Gliechow eingemeindet. Bei der DDR-Kreisreform am 25. Juli 1952 wurde der Landkreis Luckau in Kreis Luckau umbenannt und stark verkleinert, Gliechow wurde dabei in den Kreis Calau im Bezirk Cottbus umgegliedert. Am 1. Mai 1974 wurde Gliechow mit dem Ortsteil Mallenchen nach Groß Jehser eingemeindet. Der Ort war Teil des Lausitzer Braunkohlereviers. 1975 begann der Aufschluss des Tagebaus Schlabendorf-Süd, für den Gliechow zum Abriss vorgesehen war. In den Jahren 1978 und 1979 wurde das Dorf devastiert, 120 Einwohner wurden in umliegende Orte umgesiedelt. 1997 wurde auf der rekultivierten ehemaligen Ortslage Gliechows eine Schutzhütte aufgestellt.

## Einwohnerentwicklung
| Jahr | Einwohner | Jahr | Einwohner | Jahr | Einwohner | Jahr | Einwohner |
| ---- | --------- | ---- | --------- | ---- | --------- | ---- | --------- |
| 1875 | 105       | 1925 | 114       | 1946 | 155       | 1971 | 228       |
| 1890 | 132       | 1933 | 117       | 1950 | 338       |      |           |
| 1910 | 98        | 1939 | 90        | 1964 | 244       |      |           |

## Archivgut (Auszug)
- Projekt Ortsverlegung Gliechow für Tgb Schlabendorf-Süd; 1973-1975 (Akte), In: BLHA 901 Laus BKW 5323
- Verlegung des Ortsteils Gliechow der Gemeinde Groß Jehser, Kr. Calau; 1975-1977 (Akte), In: BLHA 901 Laus BKW 1671